# ACM-brug
De ACM-brug is een basculebrug in de stad Groningen over het Reitdiep. De brug is alleen opengesteld voor fietsers en vormt een verbinding tussen Vinkhuizen en Paddepoel. De brug is genoemd naar het voormalig complex van de Aankoop Centrale Meppel (ACM) die hier gevestigd was. Het fietspad dat over de brug loopt heet Donghornsterpad.
De brug is een van de nieuwste bruggen in de stad en is geopend op 2 september 2009, bijna een jaar later dan de geplande opening in november 2008. De opening is toen uitgesteld door te zwakke pijlers en opnieuw in maart door kapotte cilinders. In september 2015 is de brug opnieuw gesloten geweest door een defect in de hydraulische installatie. Vanwege een verzakking is de brug in mei 2021 voor drie weken buiten gebruik geweest.